# Begonia convolvulacea
Espèce
Synonymes
- Begonia geniculata Vell.[1]
- Begonia rugosa Klotzsch[1]
- Begonia schottiana (Klotzsch) A.DC.[1]
- Begonia unialata C.DC. ex Huber[1]
- Wageneria convolvulacea Klotzsch[1] [2]
- Wageneria rugosa Klotzsch[1]
- Wageneria schottiana Klotzsch[1]

Begonia convolvulacea est une espèce de plantes de la famille des Begoniaceae. Ce bégonia grimpant vivace est originaire du Brésil. 

## Description

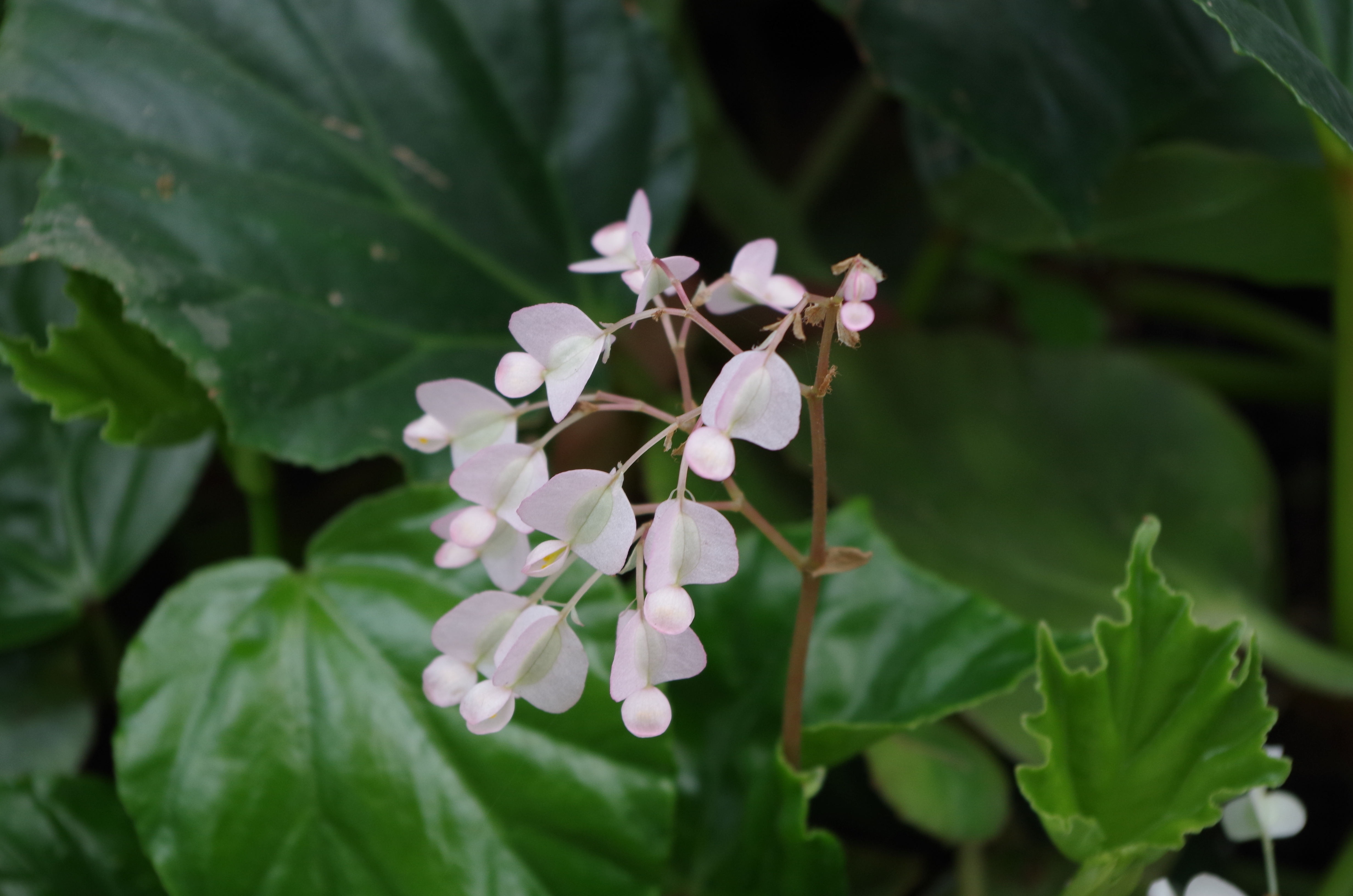
Inflorescence.

## Répartition géographique
Cette espèce est originaire du Brésil.

## Classification
Begonia convolvulacea fait partie de la section Wageneria du genre Begonia, famille des Begoniaceae. En classification phylogénétique APG IV (2016), comme classification phylogénétique APG III (2009), celle-ci est classée dans l'ordre des Cucurbitales, alors que dans la classification classique de Cronquist (1981) les Begoniaceae font partie de l'ordre des Violales.
L'espèce a été décrite en 1854 sous le basionyme de Wageneria convolvulacea par Johann Friedrich Klotzsch (1805-1860), puis recombinée dans le genre Begonia en 1861 par Alphonse Pyrame de Candolle (1806-1893). L'épithète spécifique convolvulacea signifie « assez proche des Convolvulus », Convolvulus étant un genre de liserons dont certaines espèces ont des feuilles d'aspect approchant.
Publication originale : Flora Brasiliensis 4(1): 367. 1861.